# بورغه برنده
بورغه برنده ((بالإنجليزية: Børge Brende)؛ مواليد 25 سبتمبر 1965) سياسي نرويجي من حزب المحافظين وشغل منصب وزير الخارجية منذ 16 أكتوبر 2013 حتى عام 2017. ويشغل منصب الرئيس والمدير التنفيذي للمنتدى الاقتصادي العالمي منذ عام 2017. وكان وزيرًا للبيئة من عام 2001 إلى عام 2004، ووزيرًا للتجارة والصناعة من عام 2004 إلى عام 2005. وكان أيضًا عضوًا في البرلمان النرويجي عن دائرة سور تروندلاغ بين عامي 1997 و2009.

## روابط خارجية
- بورغه برنده على موقع IMDb (الإنجليزية)
- بورغه برنده على موقع مونزينجر (الألمانية)